# موزه ملی ساعت

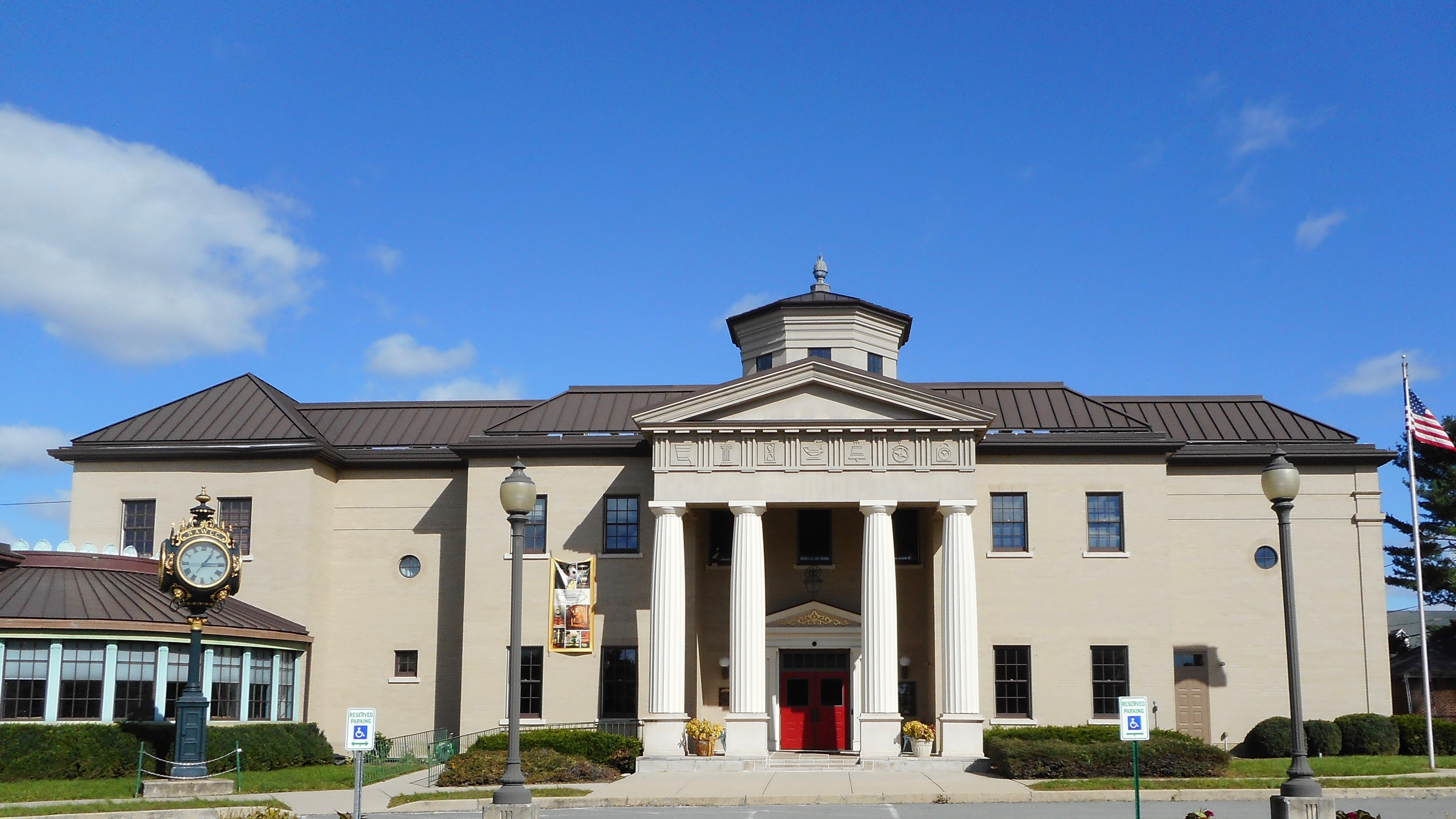
موزه ملی ساعت و ساعت، کتابخانه و مرکز تحقیقات، و دفاتر انجمن ملی کلکسیونرهای ساعت و ساعت

موزه ملی ساعت (NWCM)، واقع در کلمبیا، پنسیلوانیا، یکی از معدود موزه‌های ایالات متحده آمریکا است که صرفاً به ساعت‌شناسی اختصاص یافته‌است، که تاریخ علم و هنر زمان‌سنجی و ساعت را شامل می‌شود.
مانند نهاد تابعه خود، کتابخانه و مرکز پژوهش NAWCC، موزه ملی ساعت توسط انجمن ملی کلکسیونرهای ساعت (NAWCC)، یک سازمان غیرانتفاعی با حدود ۲۱۰۰۰ عضو است و با هدف آموزشی اداره می‌شود.

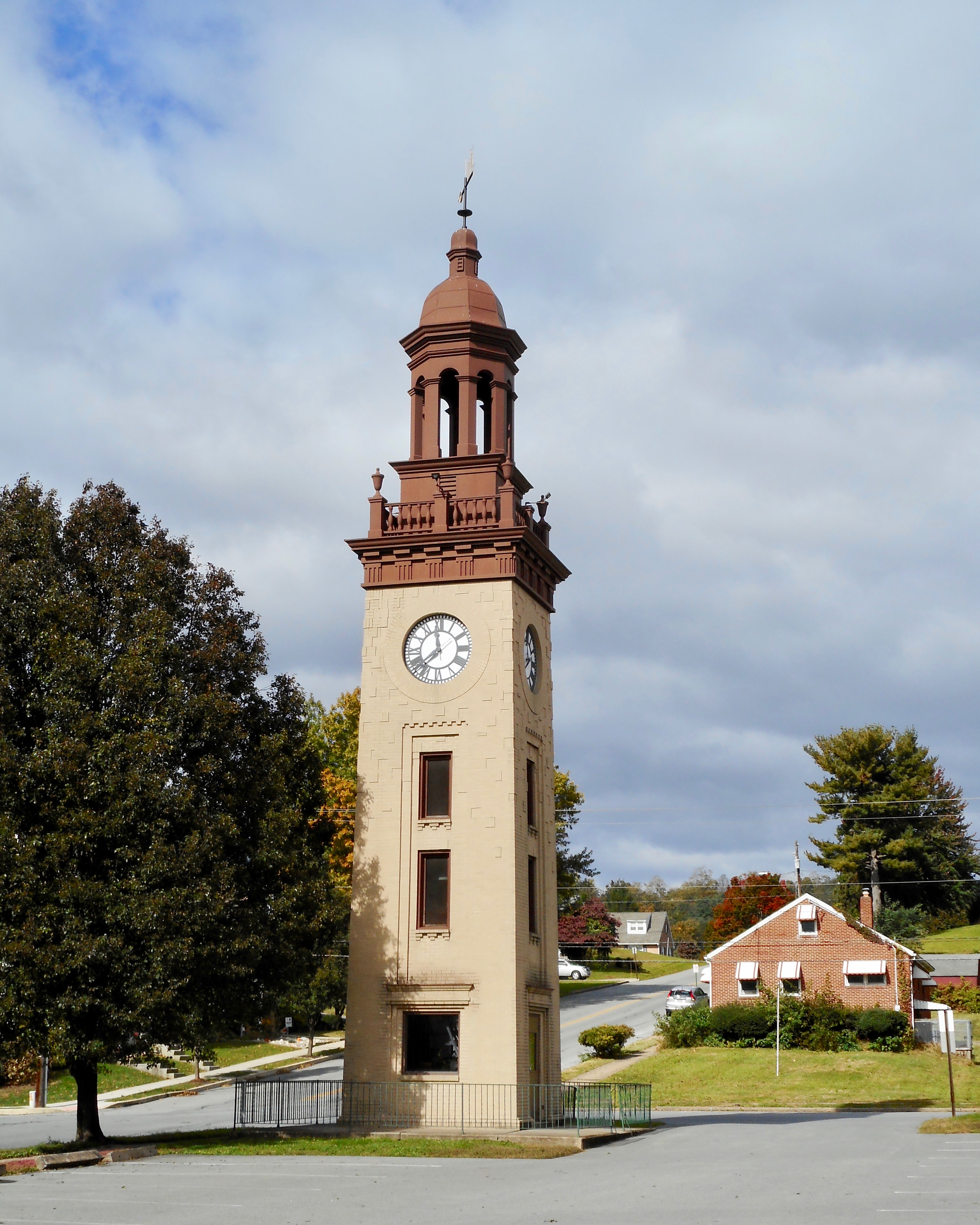
برج ساعت

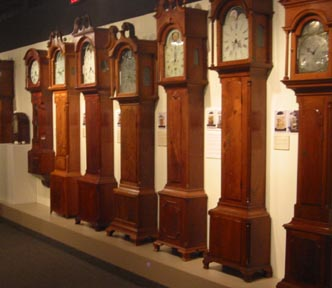
ساعت‌های با ابعاد بلند

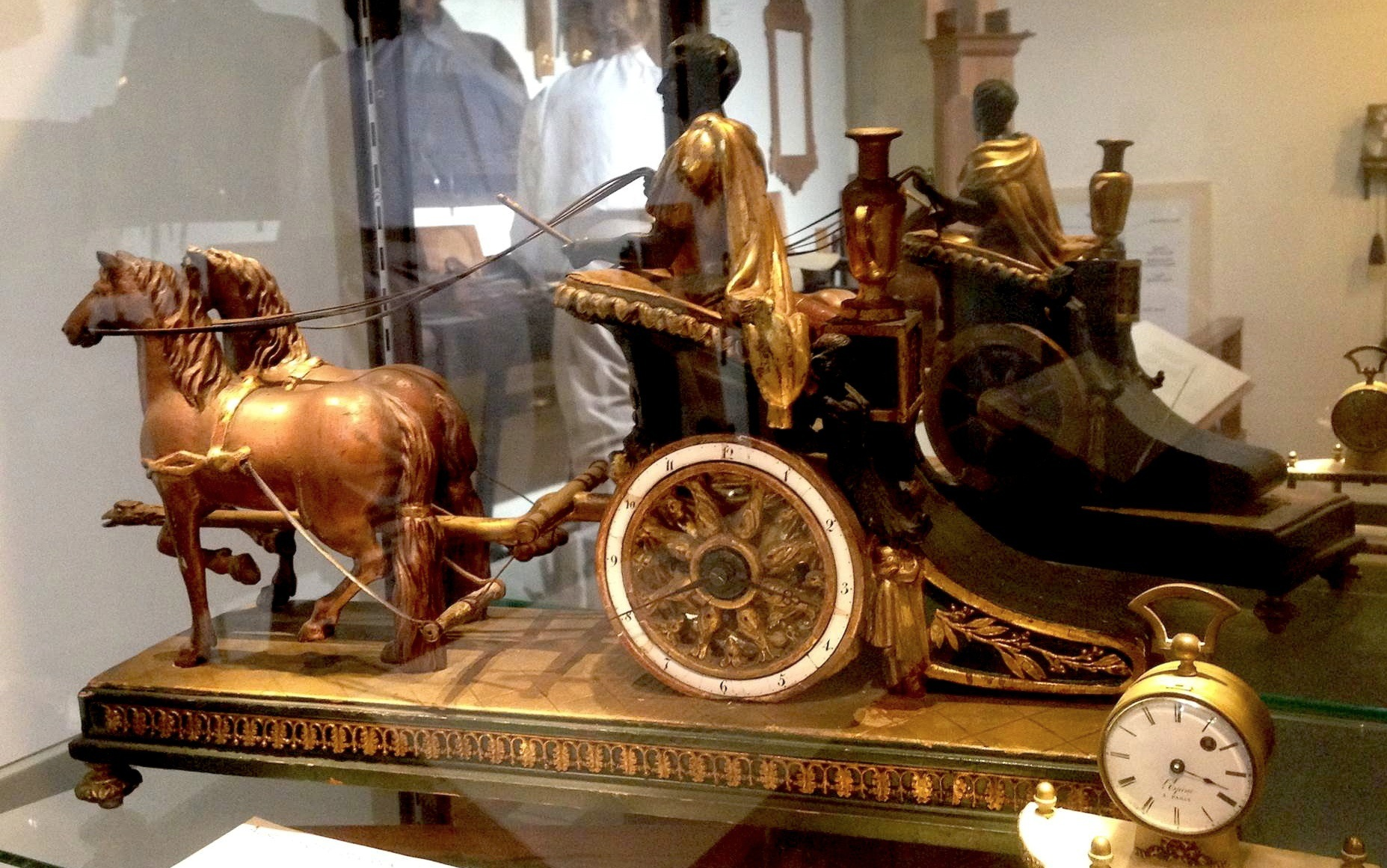
یک ساعت ارابه‌ای کمیاب اتریشی.

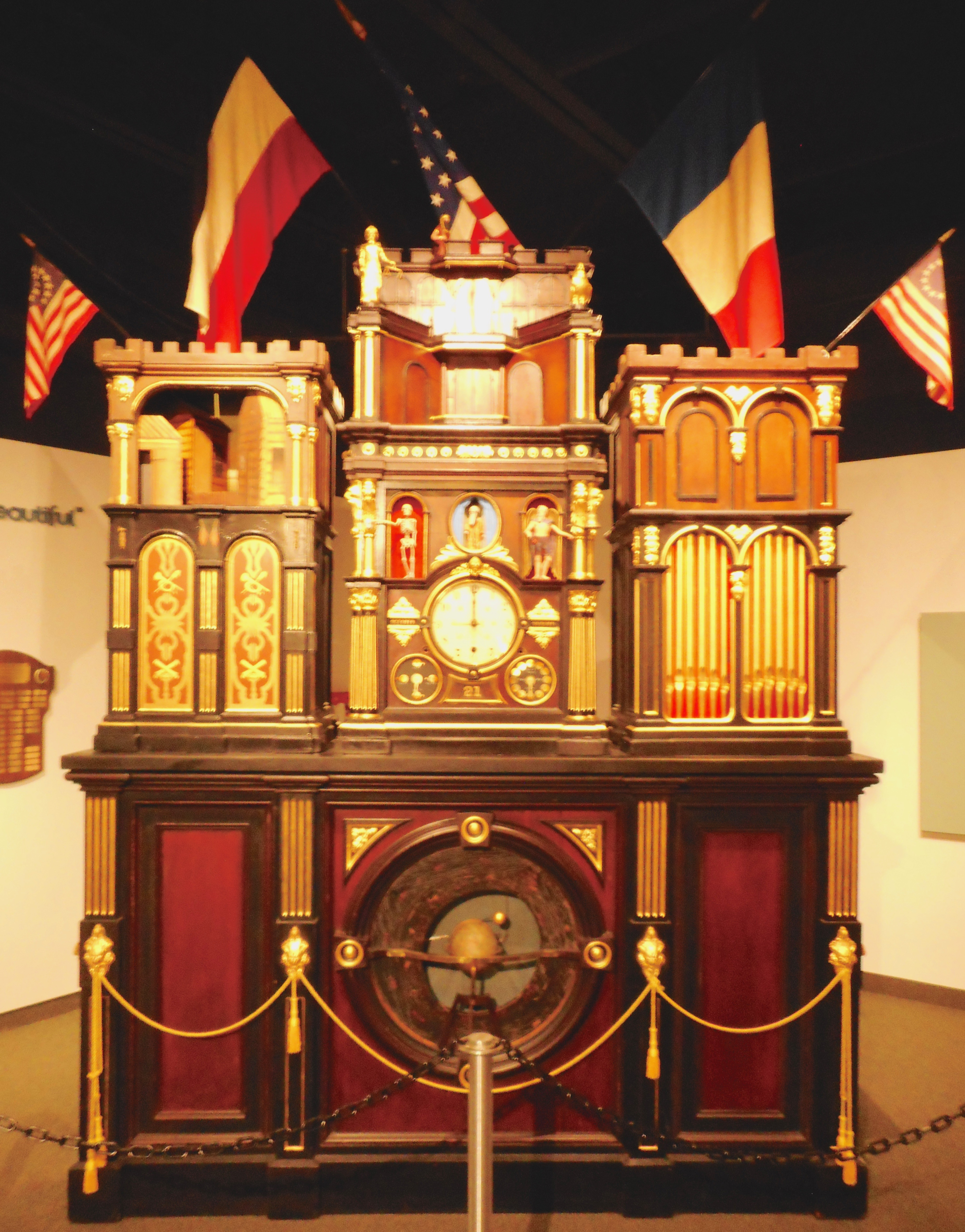
ساعت یادبود انگل

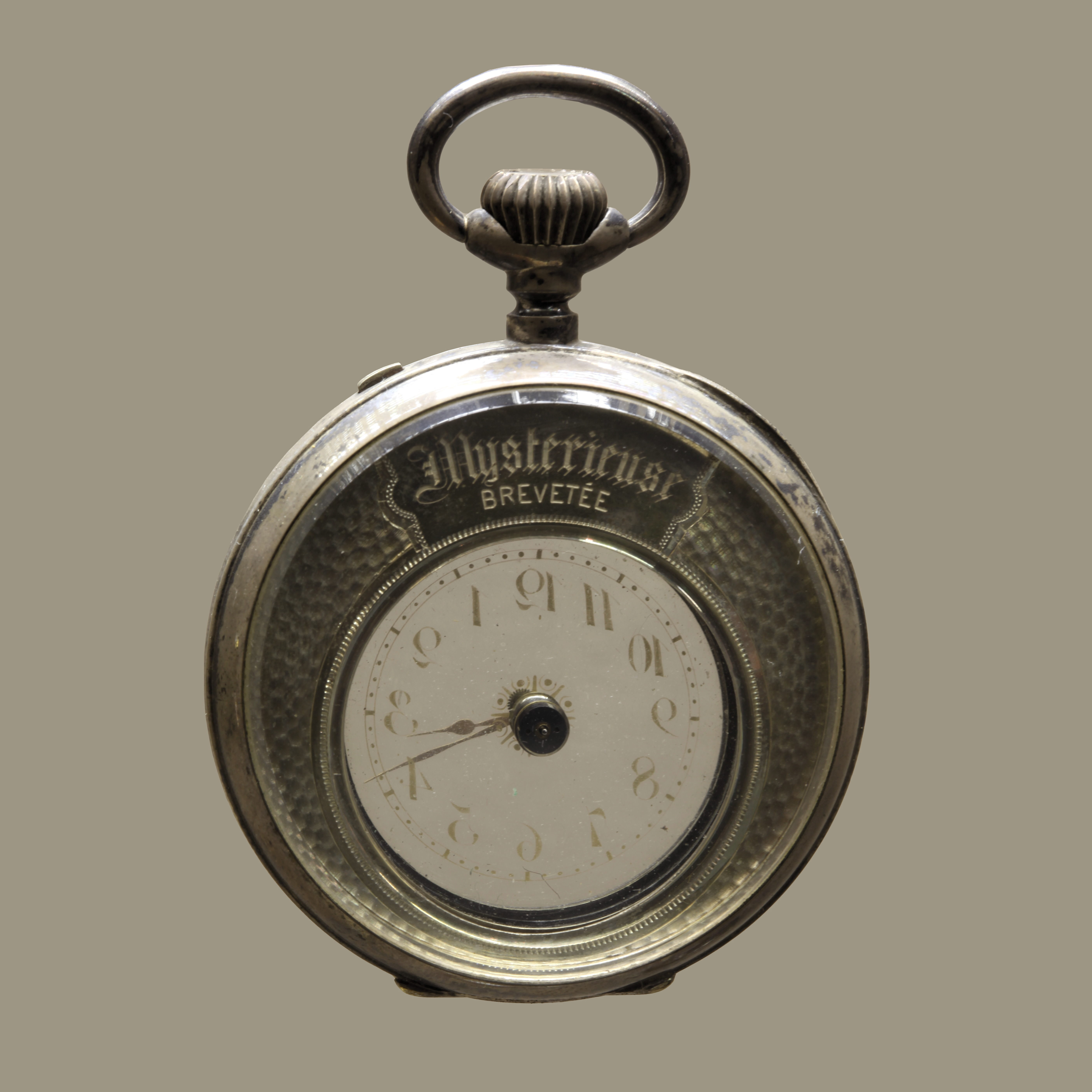
یک " ساعت مرموز " که در موزه هنر و تاریخ (Neuchâtel) به نمایش گذاشته شده‌است، موزه ملی ساعت نیز این مدل را در کلکسیون خود دارد.